# Bowie (Teksas)
Bowie – miasto w Stanach Zjednoczonych, na północy Teksasu. Największe miasto hrabstwa Montague. Liczy 5964 mieszkańców (2023). 

## Demografia
Według danych United States Census Bureau z 2022 roku, skład etniczny w mieście wyglądał następująco: biali nielatynoscy – 90,2% (pochodzenia irlandzkiego – 13,1%, angielskiego – 10,7%, niemieckiego – 8,2% i włoskiego – 5%), Latynosi – 6,9%, Afroamerykanie – 1% i rdzenna ludność Ameryki – 0,5%.